# Mathis Giger der Ältere
Mathis Giger (erwähnt ab 1556 in Basel; † 1582 ebenda) war ein Schweizer Schreiner deutscher Herkunft.

## Leben
Mathis Giger stammte aus Pfullendorf und ist ab 1556 als Schreiner in Basel nachgewiesen, wo er das Zunftrecht der Spinnwetternzunft erwarb. 1578–1582 schuf er die Gewölbeschalung und die Innenausstattung im Kunstkabinett des Juristen und Kunstsammlers Basilius Amerbach, für den er 1580 weiteres Mobiliar und Bilderrahmen schuf. Erhalten hat sich davon einzig ein Münzkasten, der sich heute im Historischen Museum Basel befindet. Er starb 1582 an der Pest.
Seine drei Söhne Conrad, Leonhard und Mathis erlernten ebenfalls den Schreinerberuf.